# Áreas protegidas de Laos
Según la IUCN (Unión Internacional para la Conservación de la Naturaleza), en la República Popular de Laos hay 33 áreas protegidas que cubren 38.582 km², el 16,68% del territorio, divididas en 1 reserva de caza, 2 áreas de conservación, 1 área nacional patrimonio de la conservación de la biodiversidad, 20 áreas nacionales de conservación de la biodiversidad y 7 áreas no catalogadas, además de 2 sitios Ramsar, humedales de interés para las aves.
La IUCN colabora con Laos desde 1998 en la protección de los bosques, pues el país se considera un tesoro natural todavía no descubierto en la región. Las ayudas se centran en la biodiversidad, el medio ambiente y las comunidades, el cambio climático y el agua y los humedales.

## Lista de Áreas Nacionales de Conservación de la Biosfera (NBCAs)[3]

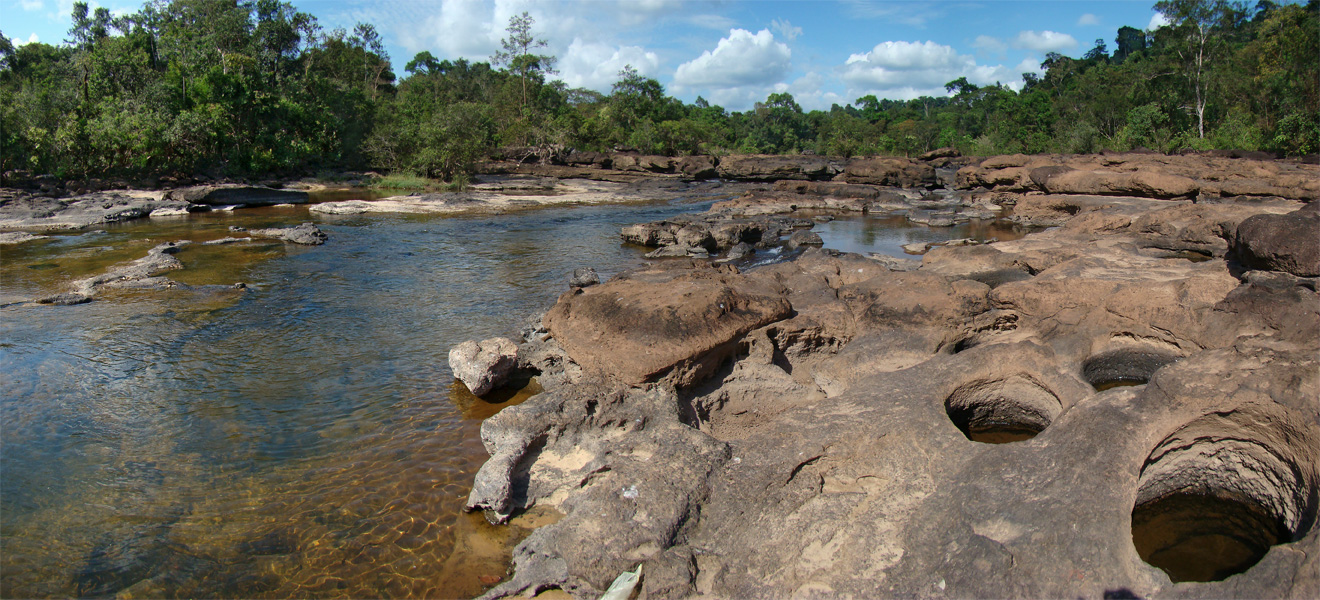
Área protegida de Phou Khao Khouay

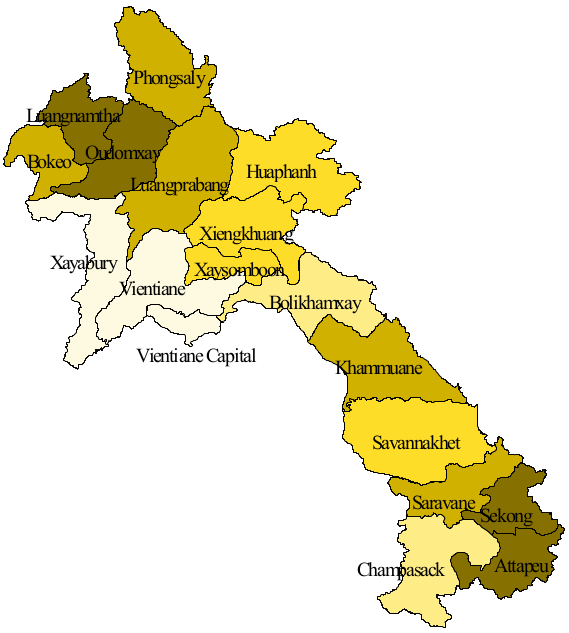
Provincias de Laos

- NBCA del Corredor de Nakai-Nam Theun y Phou Hin Poun, 1.543 km², en el centro del país, provincia de Khammouan, Creada para proteger a los gibones en peligro, especialmente el gibón de cresta negra.[4] Dentro del National Gibbon Conservation Action Plan, previsto entre 2014 y 2019.

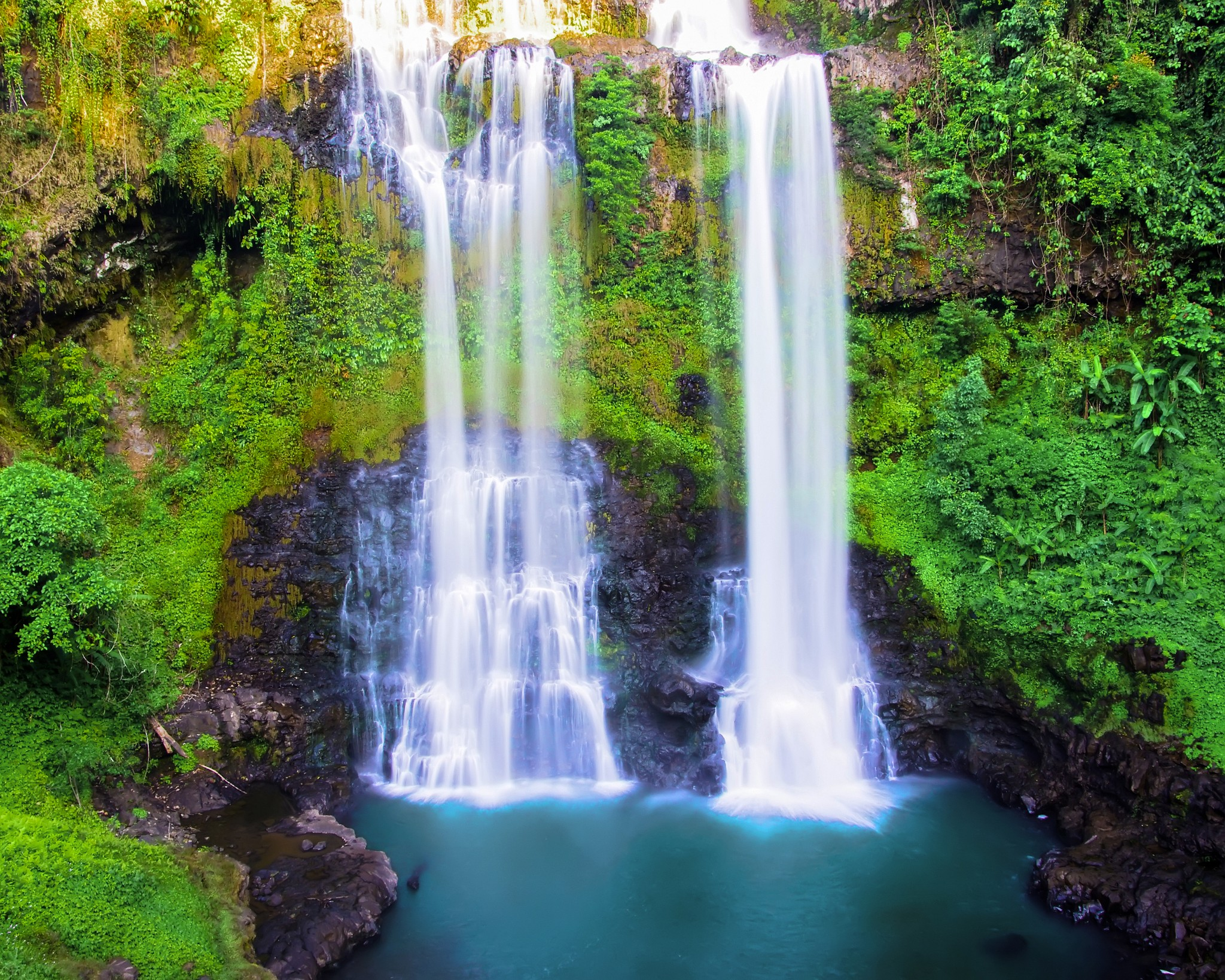
Cataratas en la meseta de Bolaven

- Reserva natural de Bokeo, en la provincia de Bokeo, en el noroeste, 1.230 km², creada con el mismo fin que el área protegida de Phou Hin Poun, para proteger al gibón de cresta negra. Bosque, entre 500 y 1.500 m.

- NBCA de Dong Ampham, 2.000 km², en la provincia de Attapeu, en el sudeste. Bosque virgen. Incluye el río Xe Kaman, conocido por su población de delfines. Destaca también la abundancia de cocodrilos siameses.[5]

- Área de protección nacional de Dong Hua Sao, 1.100 km², provincia de Champasak, en el sur. Bosque que asciende desde las orillas orientales del río Mekong hasta la meseta de Bolaven, a 30 km al este de Pakse. En las zonas altas es bosque nuboso, en las bajas semiseco perenne. Incluye el gibón de mejillas beige, el timalí de Kelley y los raros bucerótidos. En los humedales hay cocodrilos siameses, ciervo dorado y pavo real cuelliverde.[6]

- Área de protección nacional de Dong Phou Vieng

- NBCA de Hin Nam No, 820 km², provincia de Khammouan, centro del país. Una de las regiones kársticas más grandes del mundo. Cuevas como Nam Lot Xebangfai, de 7 km de longitud, o la cueva de los peces, Hou peo pa, donde se refugian en época seca. Solo 7.000 personas en 22 localidades y diversas etnias. Bosque con 10 especies de primates, como el duc de canillas rojas y los langures negros. Zona de interés para las aves con 217 especies. En el área hay otras áreas de conservación más pequeñas, como Nam Khoum, Nam Masai, Nam Kaloc, Kuane Nong, Pha Nangtok, Angsan, Kuane Ke, Kuane Khing y Khoun Ka-arn.[7]

- Área de conservación de Houei Nhang

- NBCA de Khammouane Limestone

- NBCA de Nakai-Nam Theun, 3.445 km² de la cordillera Annamita y la cercana sierra de Nakai (500-2.200 m) en las provincias de Khammouan y Bolikhamxai. Una serie de valles con bosque semiperenne, bosque de Dipterocarpaceae y manchas de pinos en la meseta y el este de la cordillera, que se convierte en bosque perenne hacia la frontera vietnamita. En las zonas altas, Fagaceae y manchas de Fokienia de la familia de los cipreses. En las zonas más altas y nubosas, rododendros y ericáceas, además de especies raras como la conífera Cephalotaxus mannii y el Pinus dalatensis o pino blanco vietnamita. Animales como el saola, el muntíaco, el jabalí vietnamita y el conejo rayado annamita. Recientemente se habla del rinoceronte de Java, el tigre de Indochina y el elefante asiático.[8][9][10]

- Área de conservación de Nam Chuane

- NBCA de Nam Et, 3.000 km², junto con la NBCA de Phou Louey (Nam Et-Phou Louey), cubre 5.959 km² en tres provincias, Luang Prabang, Houaphan y Xiangkhoang, en el centro-nordeste del país. Consiste en montes y colinas, entre 300 y 2.250 m de altitud. Su nombre procede del río Nam Et y el monte Phou Louey. Las visitas se organizan desde Viengthong. Incluye seis especies de felinos: tigre, leopardo, pantera nebulosa, gato dorado asiático, gato jaspeado y gato de Bengala, así como el búfalo gaur, el ciervo sambar, el gibón Nomascus, el oso tibetano, el oso malayo y 11 pequeños carnívoros que incluyen civetas, mustélidos y mangostas.[11]

- NBCA de Nam Ha, 2,224 km², en la Luang Namtha, al noroeste del país y a 5 km al sudoeste de Luang Namtha, entre 500 y 2.094 m, patrimonio de la humanidad por la ASEAN.[12] Bosque mixto secundario, con algunos bosques de bambú en las zonas bajas. La mayor parte son cultivos de las distintas aldeas, cardamomo, ratán, bambú, orquídeas, maderas aromáticas y jengibre. Entre los animales, Macaco de Assam, pantera nebulosa, gaur, tigre y elefante.[13] Comprende una importante área de aves de 1.845 km², catalogada por BirdLife International.[14]

- Área de protección nacional de Nam Kading
- Nam Kan

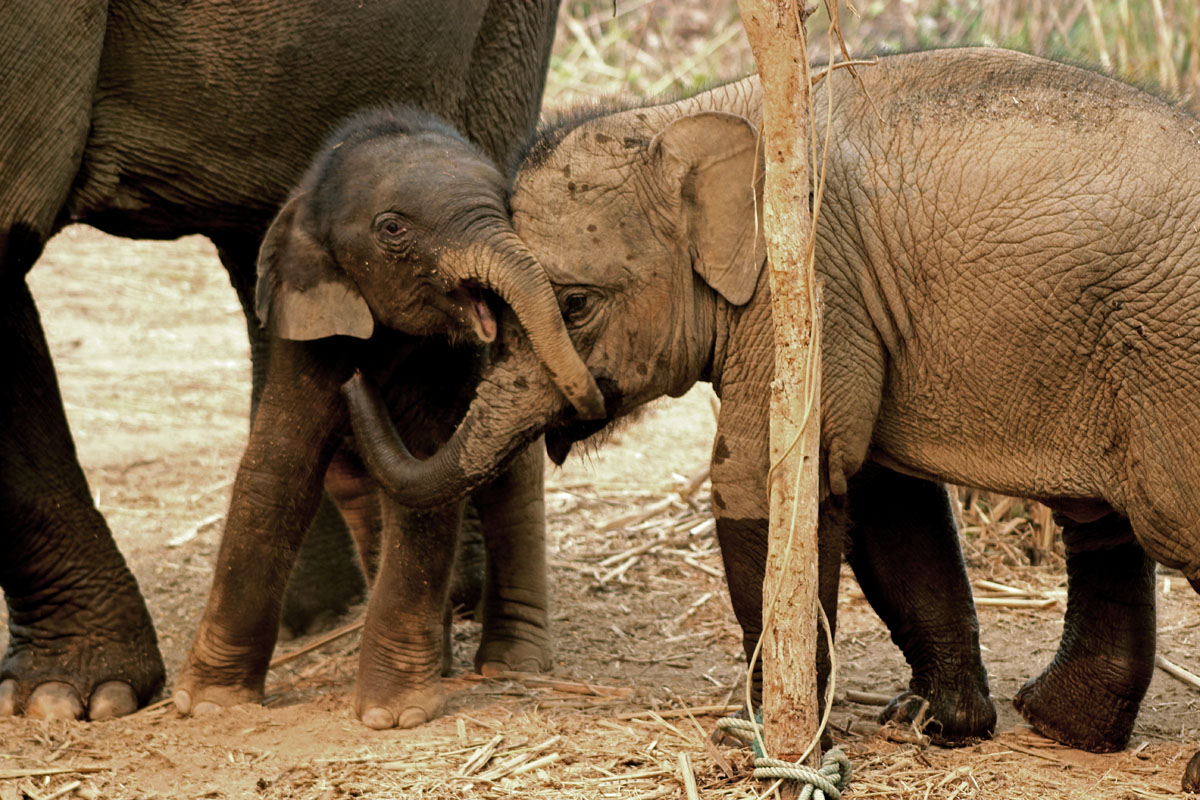
Elefantes en el Centro de conservación de la NBCA de Nam Phui

- NBCA de Nam Phouy (o Nam Poui), 1.912 km², provincia de Sainyabuli, en el noroeste, junto a la frontera de Tailandia, con quien comparte áreas protegidas, zona montañosa hasta 1.790 m de altitud, ecorregión bosque lluvioso montano de Luang Prabang, con abundancia de bambúes debido a la tala y quema.[15] se calcula que hay unos 50-60 elefantes asiáticos. Hay gibones, gaures, langures plateados, tigres, Capricornis, cuones y osos negros asiáticos. El Centro de conservación de elefantes está patrocinado por WWF.[16]

- NBCA de Nam Theun Ext.

- NBCA de Nam Xam, 1.734 km², provincia de Houaphan, en el nordeste, frontera con Vietnam. Zona montañosa entre 350 y 1.800 m de altitud. Cuencas de los ríos Nam Niam y Nam Xam. Zonas bajas cultivadas, con algún bosque de bambúes. Cobertura boscosa del 85% aunque solo el 31% de bosque viejo. Gibones, algún elefante, se cree que tigre y guar, alta densidad de espolonero chinquis.[17]

- NBCA de Phou Den Din
- Phou Kateup (Bolovens Nordeste)
- Phou Kathong
- NBCA de Phou Khao Khoay
- NBCA de Phou Louey
- NBCA de Phou Phanang
- Phou Theung

- Área de protección nacional de Phou Xang He, 1.180 km², en la provincia de Savannakhet, en el centro del país. Dominado por un escarpe de arenisca que desciende suavemente a una meseta. Las zonas bajas son muy áridas en época seca y los mamíferos emigran a las zonas altas. El 41% está cubierto de bosque perenne, el 44% es bosque mixto, el 7% es bosque de Dipterocarpaceae y solo el 6% son granjas. Apenas hay ríos. Entre los mamíferos, elefante asiático, muntíaco gigante, gaur, banteng, loris de Sonda, loris lento pigmeo, duc de canillas rojas, gibones, oso tibetano, oso malayo, tigre, leopardo, civeta de manchas grandes y cuón.[18]

- Área de protección nacional de Phou Xieng Thong, a veces 'Xiang', 1.200 km², en las provincias de Champasak y Salavan, en el sudoeste del país. El único parque de Laos en el río Mekong. En la orilla occidental del río, está frente al Parque nacional de Pha Taem, en Tailandia, en la otra orilla. Entre los 100 m de altitud del río y un escarpe que asciende hasta una meseta a 716 m. Bosque entre 300 y 500 m. Oso tibetano, los bóvidos serau común y banteng, pangolín, varano y leopardo de Indochina.[19] Incluye una IBA, zona de interés internacional para las aves por BirdLife International, de 367 km², con casi doscientas especies de aves, entre ellas, pavo real cuelliverde, cotorra de Finsch, pito vietnamita, barbudo ventrirrojo, pita orejuda y timalí de Kelley.[20]

- Phu Luang (Boloven Sudoeste)
- NBCA de Xe Bang Nouan
- Xe Khampho

- Área de protección nacional de Xe Pian, 2.400 km², en las provincias de Champasak y Attapeu, en el sur de Laos. A 50 km al sur de Pakse, siguiendo la frontera de Camboya. Entre 150 y 850 m, con tres ríos importantes: el Xe Pian, que se une al río Kong (afluente del río Mekong), y el río Xe Khampo. Un 80% es bosque mixto perenne, y un 17%, caduco. Elefantes, tigres, gibones, gaúres, oso malayo, oso tibetano, banteng, pangolín malayo, cocodrilo siamés y tortuga de Cantor.[21]

- NBCA de Xe Xap
- Reserva de caza de Xekhampo-Meseta de Boloven

## Patrimonio de la Humanidad

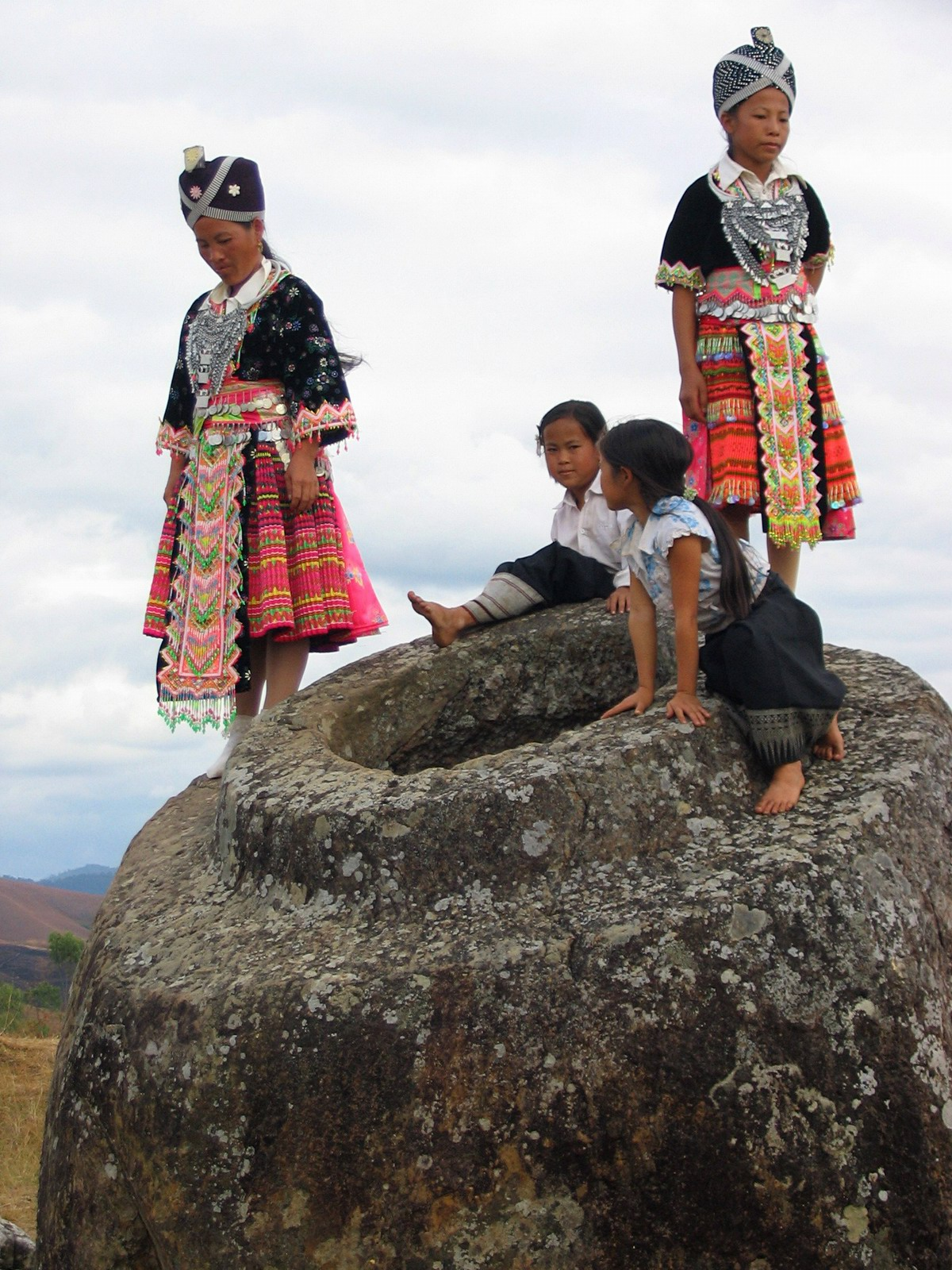
Una de las tinajas de piedra del ‘páramo de las vasijas’, lugar propuesto como patrimonio de la humanidad

- Luang Prabang. El pueblo antiguo, con 34 templos budistas, arquitectura colonial y china, rodeado de frondosas montañas y junto al río Mekong en su borde occidental. Patrimonio de la humanidad desde 1995.

- Vat Phou. Complejo de templos y su entorno, a 500 km al sur de Vientián, en la orilla derecha del río Mekong en la provincia de Champasak. Estilo clásico jemer de los siglos VII al XII.[22] A sus pies, se halla la ciudad antigua de Shestupura, del siglo V, probablemente la más antigua del Sudeste asiático.[23]

- Páramo de las tinajas (propuesta). En la meseta de Tran-Ninh en el centro-norte de Laos, provincia de Xiangkhoang. Miles de jarras de piedra en grupos de hasta 300, que alcanzan hasta los 3 m de altura. Probablemente urnas funerarias de la Edad del Bronce, de unos 2.000 años de antigüedad. Grupos étnicos, entre ellos los miao.